# Квітконос

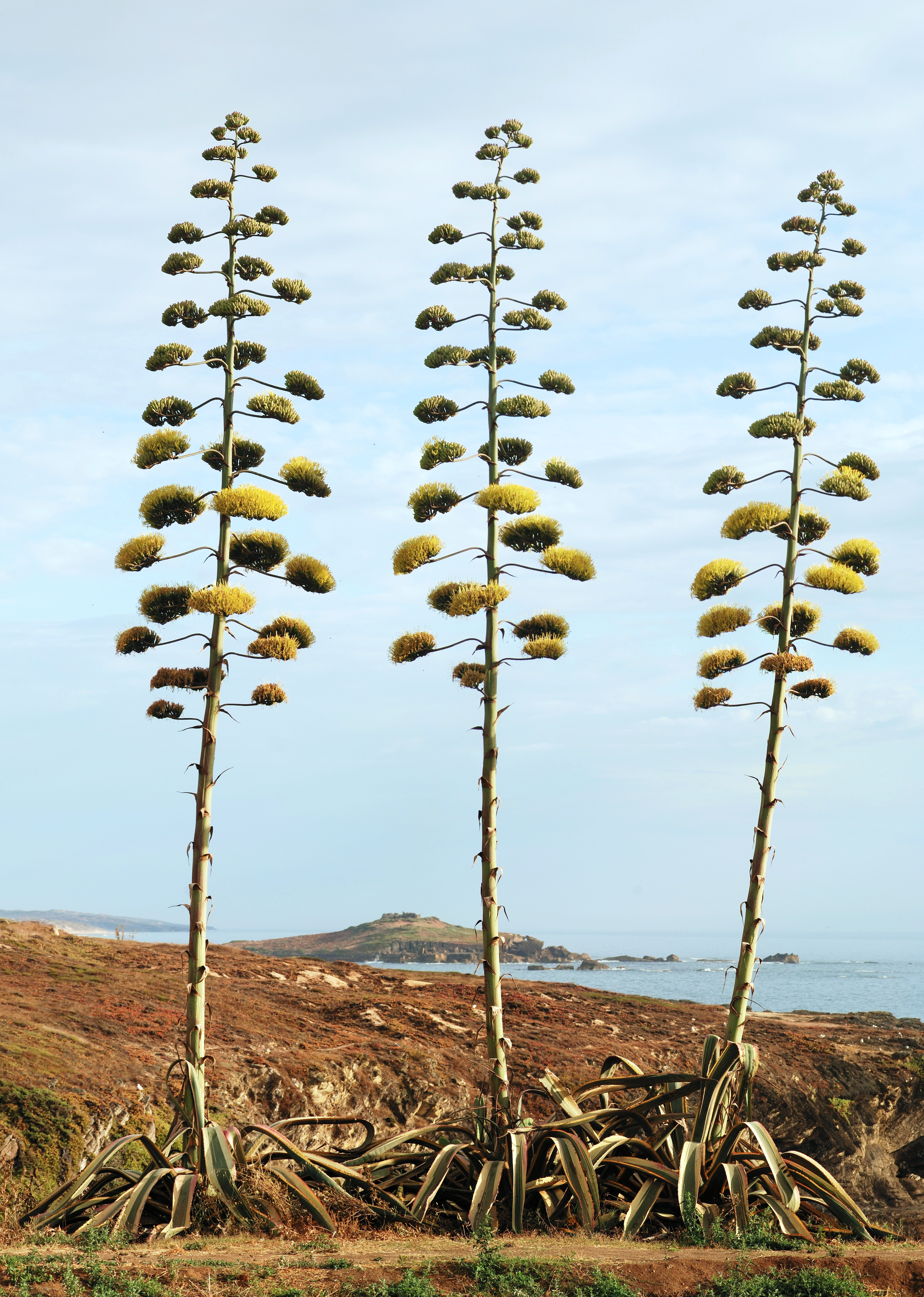
Розвиток квітконоса агави американської

Квітконо́с (лат. pedunculus), у фаховій літературі переважно квітконі́с — генеративний пагін, на якому розвивається поодинока квітка або суцвіття загалом. Пагони, що несуть окремі квітки в межах одного суцвіття, квітконосами не є і називаються квітконіжками.

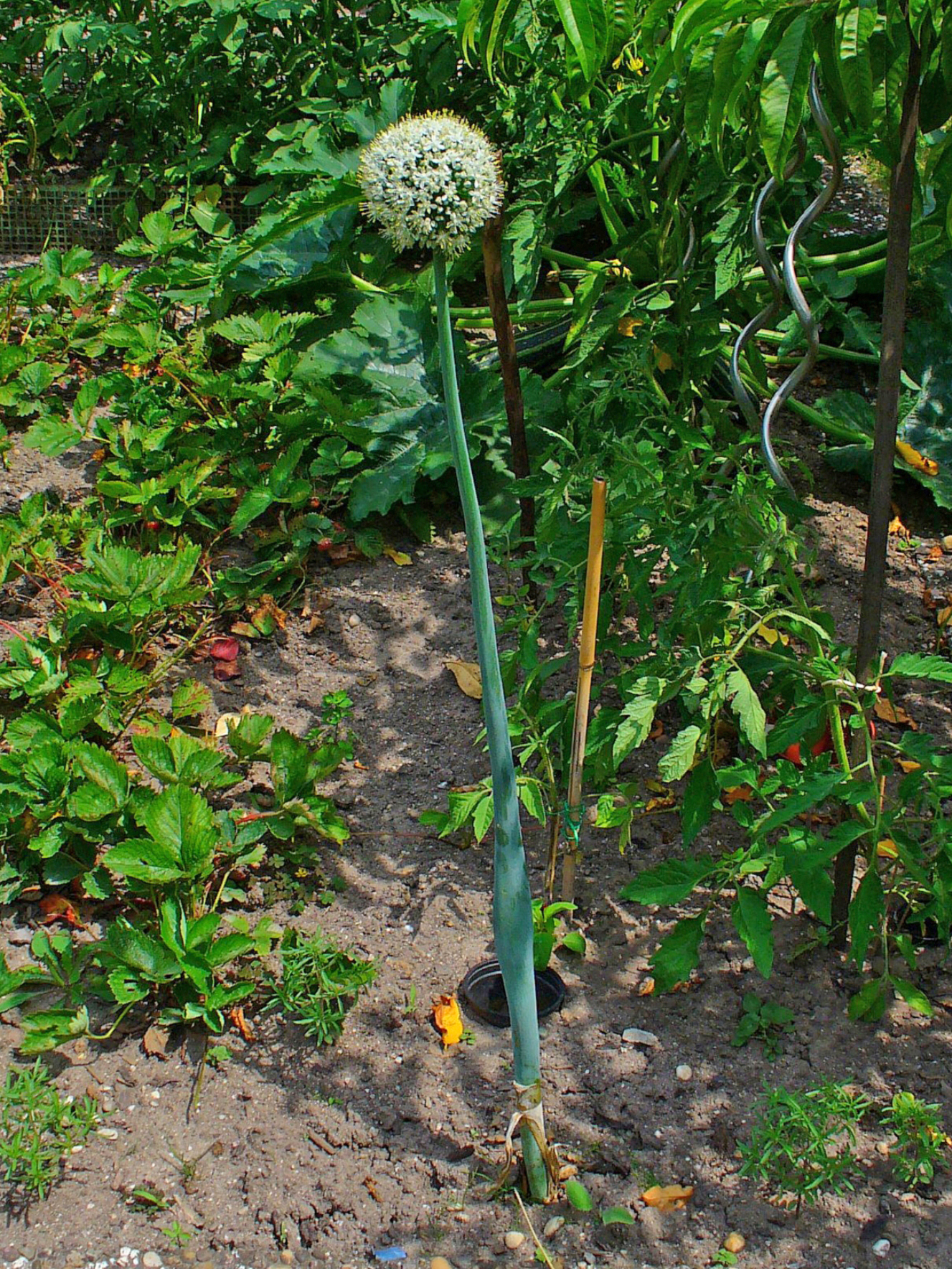
Стрілка (цибка) цибулі городньої

В повсякденному мовленні безлистий квітковий пагін також називають квітко́ва стрі́лка чи то просто стрі́лка, а до квітконоса цибулі застосовують назви ци́бка, цибок, цибук.
Квітконоси в молодому віці зазвичай зеленого кольору, хоча можуть бути кольору оцвітини, яку вони несуть, чи нейтрального забарвлення, без особливої пігментації. У деяких видів квітконоси не мають листків, у інших мають малі листочки у вузлах пагона, часом катафіли, в цьому випадку листочки чи катафіли можуть вважатися приквітками, а не власне листками. У разі галуження квітконоса його відгалуження слід вважати квітконіжками. Якщо квітконіжки дуже вкорочені, слабо виражені чи цілком відсутні, такі квіти називають сидячими. Згідно з сучасними уявленнями і сама квітка є вкороченим, обмеженим у рості пагоном, який несе на собі мікроспорофіли (тичинки) та мегаспорофіли (плодолистки).